# Tenor Sax Favorites, Volume 3
Tenor Sax Favorites, Volume 3 è un album raccolta di Gene Ammons, pubblicato dalla Prestige Records nel 1953.

## Tracce
Lato A
1. Hot Stuff – 2:09 (Richard Carpenter) – Registrato il 14 agosto 1951 a New York
2. Them There Eyes – 2:17 (Doris Tauber, Maceo Pinkard, William Tracey) – Registrato il 14 agosto 1951 a New York
3. When the Saints Go Marching In – 3:09 (Brano tradizionale) – Registrato il 14 agosto 1951 a New York
4. Archie – 2:48 (Richard Carpenter) – Registrato il 14 agosto 1951 a New York

Lato B
1. Undecided – 2:41 (Charlie Shavers, Sid Robin) – Registrato il 14 novembre 1951 a New York
2. Because of Rain – 2:48 (Bernard Maltin, Harry Stride) – Registrato il 14 novembre 1951 a New York
3. Until the Real Thing Comes Along – 2:41 (Sammy Cahn, Saul Chaplin, Slim Freeman) – Registrato il 14 novembre 1951 a New York
4. Charmaine – 3:02 (Lew Pollack, Erno Rapee) – Registrato il 14 novembre 1951 a New York

## Musicisti
Brani A1, A2, A3 e A4
- Gene Ammons - sassofono tenore
- Clarence Anderson - pianoforte
- Earl May - contrabbasso
- Teddy Stewart - batteria[2]

Brani B1, B2, B3 e B4
- Gene Ammons - sassofono tenore
- Sonny Stitt - sassofono alto, sassofono baritono
- Bill Massey - tromba
- Eli Dabney - trombone
- Clarence Anderson - pianoforte
- Ernie Shepard - contrabbasso
- Teddy Stewart - batteria[3]